# بيت صباح (فرع العدين)

تعديل مصدري - تعديل

بيت صباح محلة تابعة لقرية الاشعاب، التابعة لعزلة بني احمد والثلث بمديرية فرع العدين إحدى مديريات محافظة إب في الجمهورية اليمنية، بلغ تعداد سكانها 29 حسب تعداد اليمن لعام 2004.